# شهاب الدين ابن العجمي
شهاب الدين ابن العجمي (1605 - 1675م) مؤرخ وكاتب ومن المشتغلين بالحديث .

## نسبه وولادته
هو شهاب الدين أحمد بن أحمد بن محمد بن أحمد ابن إبراهيم العجمي الشافعيّ الوفائي المصري الأزهري، ولد كما حدد بنفسه في أول مشيخته في 13 رجب سنة 1014 هجرية الموافق سنة 1605م. أخذ العلم في الأزهر الشريف علي شيوخ كبار واهتم بالحديث الشريف.

## شيوخه
- علي بن إبراهيم الحلبي الشافعي
- أحمد بن أحمد المصري الملقب بالشهاب الدواخلي
- أحمد بن سلامة الحوفي القليوبي
- أحمد بن محمد المقري التلمساني
- سلطان بن احمد بن سلام المزاحي
- علي بن علي الشبراملسي.[5]

## تلامذته
- إبراهيم الخياري
- إبراهيم بن حسن الكوراني
- أحمد بن محمد الهشتوكي
- إبراهيم بن محمد الجنيني
- محمد بن سليمان الروداني
- ابنة أبو العز محمد العجمي.[6]

## مؤلفاته
من أعماله:
- (مشيخة - خ) في رسالة عدَّد بها مشايخه، ذكرها الكتاني[7]
- رسالة في الآثار النبويّة
- ملخص الفهرس الصغير للسيوطي - خ،
- في مصطلح الحديث[8]
- تنزية المصطفي المختار عما لم يثبت من الاخبار والآثار
- شرح ثلاثيات البخاري
- ذيل لب اللباب في تحرير الانساب
- رسالة في إثبات كرامات الأولياء[3]
- في خزانة الرباط (277 أوقاف). وهو في الأصل تعليقات له على هامش نسخته من (لب الألباب) في الأنساب، للسيوطي، جردها من خطه عبد الرحمن الأشموني، مرتبة على الحروف، كتبت سنة 1089، وقد طُبعت حديثا.[1]

## الوفاة
توفي بالقاهرة ليلة الأربعاء 18 ذي الحجة سنة 1086 هجرية الموافق سنة 1675م، ودفن بتربة المجاورين.